# Костанца (Варезе)
Костанца је насеље у Италији у округу Варезе, региону Ломбардија.
Према процени из 2011. у насељу је живело 36 становника. Насеље се налази на надморској висини од 255 м.